# Testament poetycki
Testament poetycki - utwór liryczny stylizowany na ostatnią wolę osoby zmarłej. Zawiera takie elementy jak pożegnanie ze światem i najbliższymi, rachunek sumienia, dyspozycje dotyczące pogrzebu, życzenia. 
Przykładem testamentu poetyckiego jest "Testament mój" Juliusza Słowackiego.